# БАЗ-5937
БАЗ-5937 — спеціальне тривісне плаваюче шасі Брянського автомобільного заводу (тривісна амфібія), використовувалося в якості бази бойової машини Оса — 9А33Б; випускалася в 1969—1990 рр ..

## Призначення

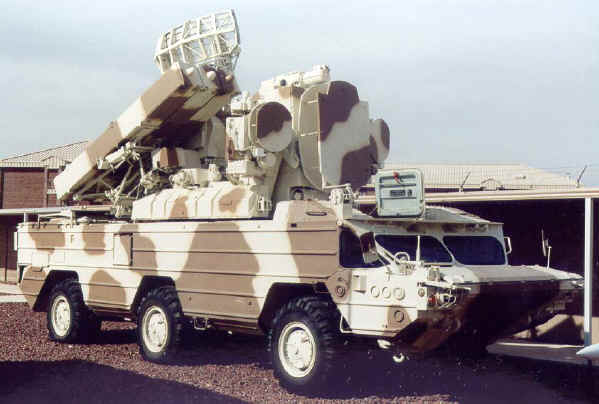
Вище корпусу — зенітно-ракетна частина; все, що під нею — БАЗ-5937.

Амфібія використовувалося в якості бази бойової машини 9А33Б, що входить до складу ЗРК «Оса», який на кінець 2007 року був найчисельнішим у Росії комплексом військової ППО. (Машина 9А33Б здатна виявляти і розпізнавати повітряні цілі в русі. З короткої зупинки здатна обстрілювати одну цідь двома ракетами. Час розгортання і згортання бойової машини не більше 5 хвилин.)

## Характеристики
Шасі тривісне, для руху по воді забезпечено водометом. Двигун дизельний. Крім того, шасі обладнане засобами навігації та топологічної прив'язки. Шасі може транспортуватися літаком Іл-76 і залізничним транспортом.
- повна маса: ---- кг
- вантажопідйомність: до 7500 кг
- швидкість на суші: — км/год
- швидкість на плаву: — км/год
- запас ходу: — км
  - паливний бак: 340 літрів

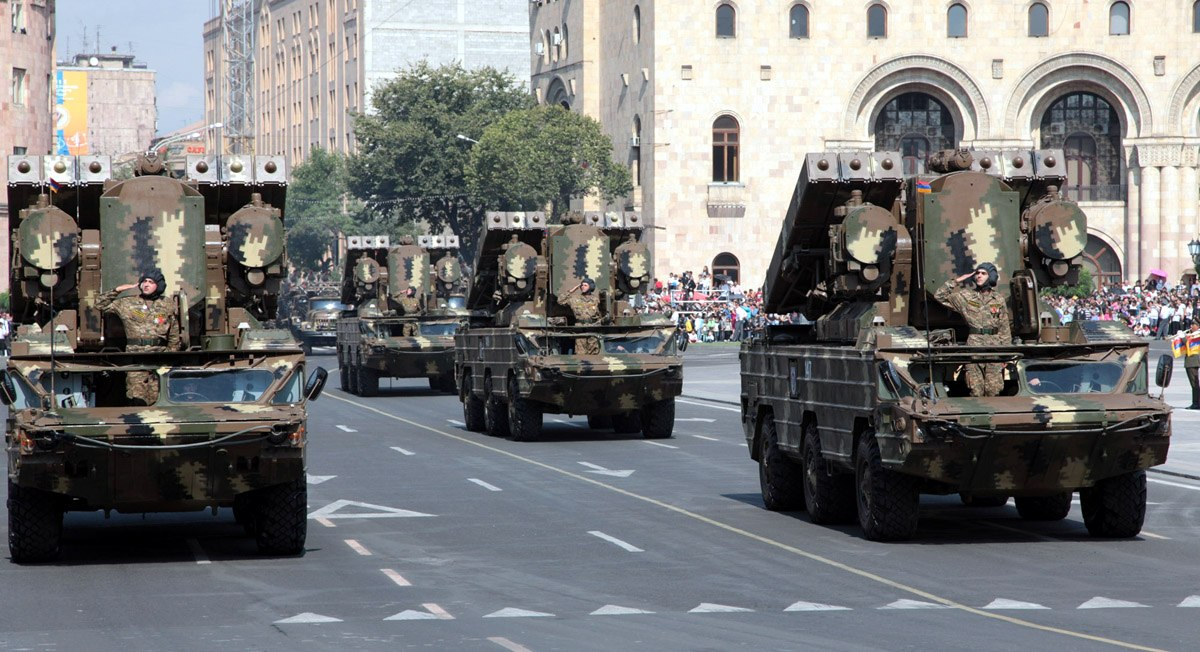
ЗРК Оса збройних сил Вірменії

- потужність: 300 к.с. при ---- про./хв.

### Варіанти
- Понтонно-мостова машина (ПММ) «Хвиля»[3] на шасі БАЗ-5937; середній міст подвоєний.

#### Галерея
Технічний музей Тольятті:

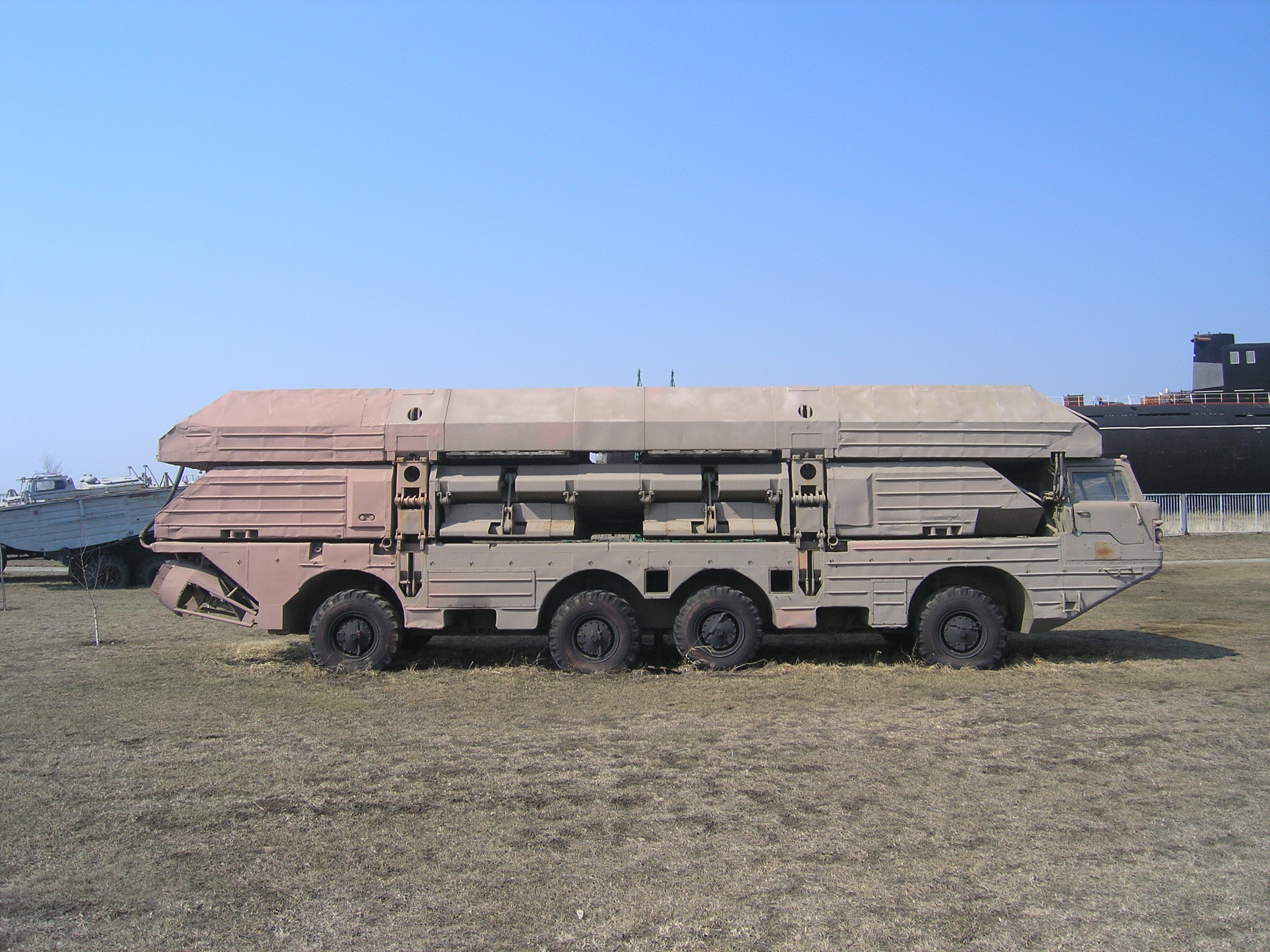
Понтонно-мостова
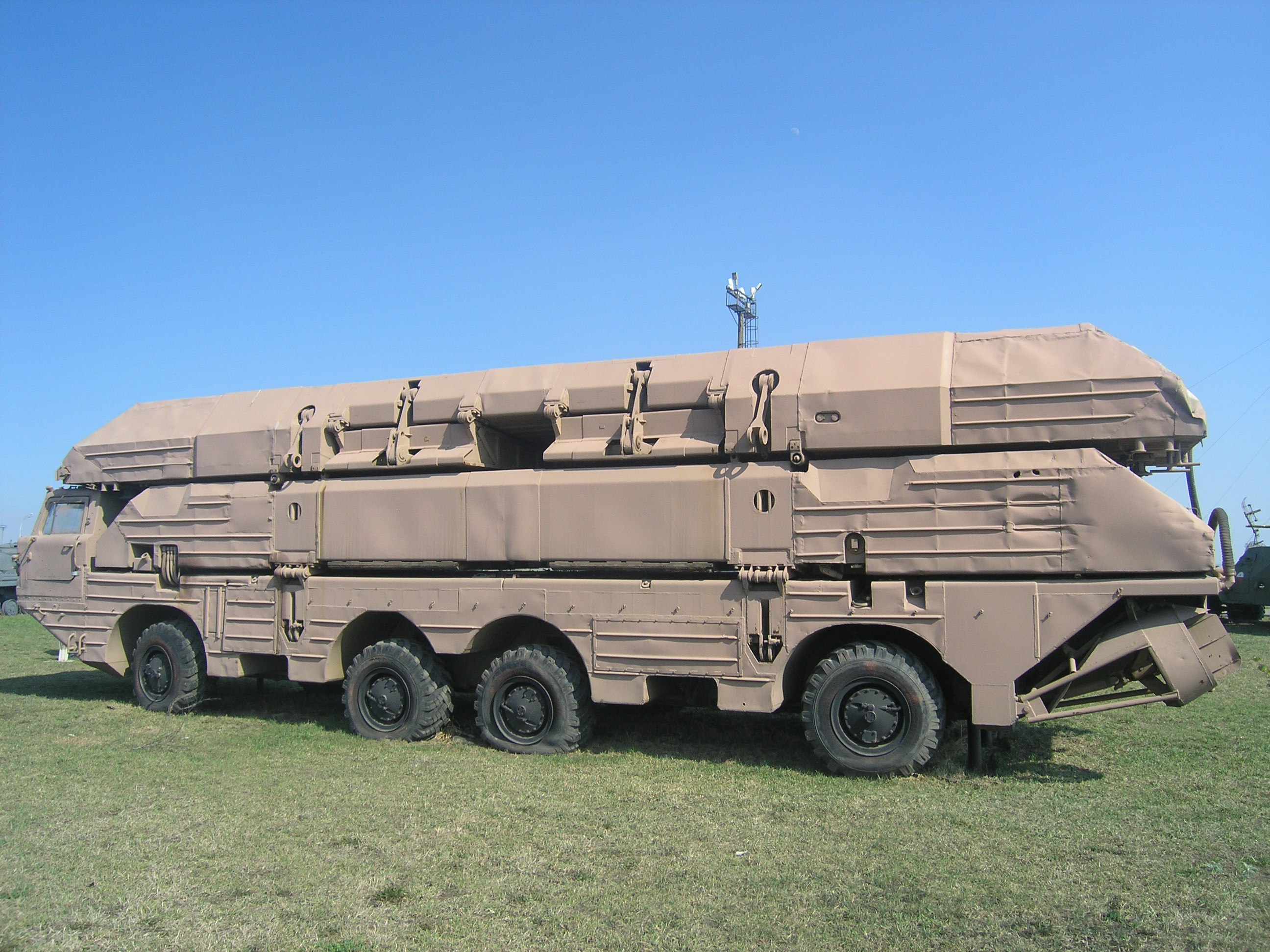
машина на ПММ
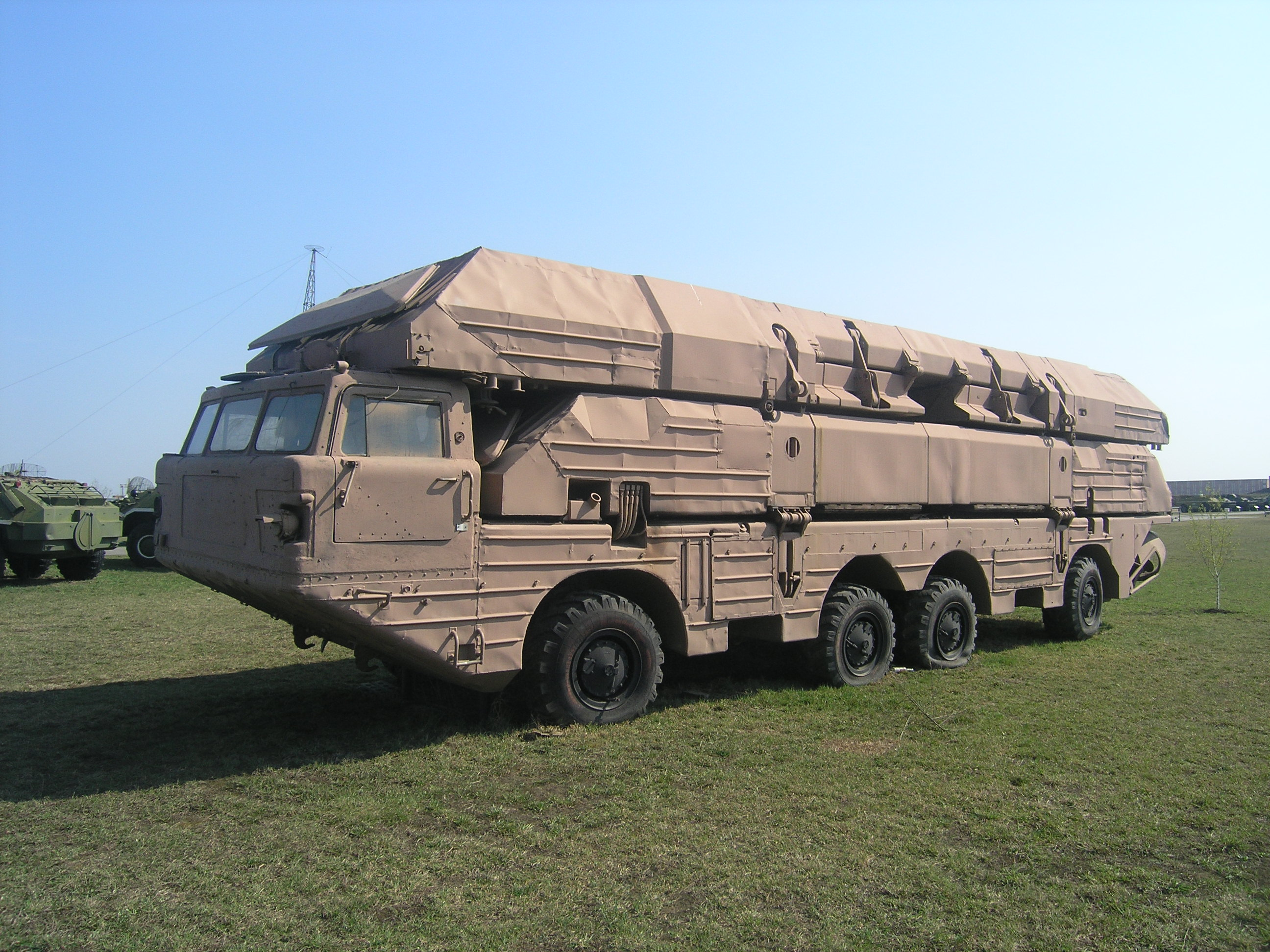
шасі БАЗ-5937.

## Розвиток
На базі сімейства шасі БАЗ-5937 9К33 «Оса», від якого були запозичені багато агрегатів, була розроблена амфібія БАЗ-5921, яка використовувалася у складі високоточного тактичного ракетного комплексу 9К79 «Точка».